# NGC 3102
NGC 3102 est une très vaste galaxie lenticulaire située dans la constellation de la Grande Ourse. NGC 3102 a été découverte par l'astronome germano-britannique William Herschel en 1793.

## Caractéristiques
Sa vitesse par rapport est de 3 175 ± 10 km/s, ce qui correspond à une distance de Hubble de 46,8 ± 3,3 Mpc (∼153 millions d'al).
NGC 3102 est une galaxie du champ, c'est-à-dire qu'elle n'appartient pas à un amas ou un groupe et qu'elle est donc gravitationnellement isolée.
À ce jour, une mesure non basée sur le décalage vers le rouge (redshift) donne une distance d'environ 53,500 Mpc (∼174 millions d'al). Cette valeur est légèrement à l'extérieur des valeurs de la distance de Hubble. Notons cependant que c'est avec la valeur moyenne des mesures indépendantes, lorsqu'elles existent, que la base de données NASA/IPAC calcule le diamètre d'une galaxie et qu'en conséquence le diamètre de NGC 3102 pourrait être d'environ 95,3 kpc (∼311 000 al) si on utilisait la distance de Hubble pour le calculer.